# Tjudak iz pjatogo B
Tjudak iz pjatogo B (russisk: Чудак из пятого 'Б') er en sovjetisk spillefilm fra 1972 af Ilja Fres.

## Medvirkende
- Andrej Vojnovskij som Borja Zbanduto
- Roza Agisjeva
- Tatjana Pelttser
- Nina Kornienko
- Jevgenij Vesnik